# Karczemki Kiełpińskie
Karczemki Kiełpińskie (kaszb. Karczemczi, niem. Karczemken) – osiedle w Gdańsku, położone na obszarze dzielnicy Kokoszki.
Karczemki Kiełpińskie są częścią Karczemek należącą niegdyś do wsi Kiełpinek, która weszła w granice administracyjne miasta w 1973. Karczemki Kiełpińskie należą do okręgu historycznego Wyżyny. Prowadzi tędy Szlak Skarszewski – zielony znakowany szlak turystyczny.